# Ponera dressleriana
Ponera dressleriana là một loài thực vật có hoa trong họ Lan. Loài này được Soto Arenas miêu tả khoa học đầu tiên năm 1990.